# Ann-Lou Jørgensen
Ann-Lou Jørgensen (Odder, 12 juni 1977) is een Deense badmintonspeelster.

## Olympische Zomerspelen 2004
Tijdens de Olympische Zomerspelen van 2004 speelde Jørgensen de damesdubbel samen met haar partner Rikke Olsen. In de eerste ronde hadden zij een 'bye' en versloegen Nicole Grether en Juliane Schenk in de tweede ronde. Tijdens de kwartfinale werd er door Jørgensen en Olsen verloren van het Chinese duo Huang Sui en Gao Ling (15-6, 15-7).